# Antonio Canal
Antonio Toni Canal (Barcelona, Cataluña; 1936) es un actor español nacido en Barcelona, conocido por su papel del Padre Froilán Cardeñosa en Cuéntame cómo pasó.

## Biografía y trayectoria profesional
Nacido en Barcelona, cuenta en su currículum con diez años en la Asociación Cultural Grupo de Teatro L'Horta. Se diplomó como actor en el Instituto del Teatro de Barcelona (Licenciatura Universitaria) y en la Escuela de Arte Dramático de Adrián Gual.
Pasó al terreno profesional en 1962. Se trasladó a Madrid y fijó su residencia allí en 1964.
Desde 1964 ha participado en más de cuarenta estrenos que abarcan gran variedad de estilos: infantiles, café-teatro, musicales, comedia, drama, clásico..., entre esos estrenos están El arquitecto y el relojero, El ignorante y el demente y De ratones y hombres.
Perteneció a las Compañías fundacionales del Centro Dramático Nacional  y Compañía Nacional de Teatro Clásico con las que ha colaborado en diversos montajes posteriores.y fue finalista de los Premios Max de 2013
En el cine, ha intervenido en más de treinta películas, entre ellas Valèria y La caja 507. Y en televisión intervino en algunos Estudio 1, novelas, Horas 11 y series como Brigada Central, Géminis, venganza de amor… Su última participación fue en la serie Cuéntame cómo pasó en el papel del Padre Froilán Cardeñosa, durante 14 años. También hace doblajes, como por ejemplo Winnie the Pooh o el alcalde Adam West en Padre de familia.

## Trabajos realizados

### Teatro
- El caballero del milagro - Lope de Vega  (1962).
- Cyrano de Bergerac - Edmund Rostand  (1962).
- El mantel - Enrique Ortenbach (1962).
- De muy buena familia - Jacinto Benavente  (1962).
- Dar tiempo al tiempo - Pedro Calderón de la Barca (1962).
- Medea - Eurípides y Séneca / Juan Germán Schroeder (1963).
- El comprador de horas - Jacques Deval (1963).
- Deseo bajo los olmos - Eugene O'Neill (1963).
- El anzuelo de Fenisa - Lope de Vega (1963).
- La idiota - Marcel Achard (1964).
- Don Juan Tenorio - José Zorrilla (1964).
- Zoo (o el asesino filántropo) - Jean Vercors (1964).
- María Rosa - Ángel Guimerá (1964).
- Los cinco minutos de Margot - Louis Verneuil (1964).
- Historia de un crimen - Juan Ignacio Luca de Tena (1964).
- La sirena varada - Alejandro Casona (1965).
- Domingo en Nueva York - Norman Krasna  (1965).
- La sirena varada - Alejandro Casona (1965).
- Querido profesor - Alfonso Paso (1966).
- Ronda de muerte en Sinera - Salvador Espriu (1966).
- Nuestra Natacha - Alejandro Casona (1966).
- Las aleluyas del señor Esteban - Santiago Rusiñol (1966).
- La persona buena de Sezuan - Bertolt Brecht (1966).
- Primera Historia de Esther - Salvador Espriu (1967).
- El viaje del señor Perrichon - Eugène Labiche (1967).
- Cuando se espera - Pedro Laín Entralgo (1967).
- Adrià Gual i la seva època - Ricard Salvat  (1968).
- Las que tienen que alternar - Alfonso Paso (1968).
- Sola en la oscuridad - Frederick Knott  (1968).
- El amor de los cuatro coroneles - Peter Ustinov   (1969).
- Micaela - Joaquín Calvo Sotelo (1969).
- El Violinista en el tejado - Joseph Stein y Sheldon Harnick (1970).
- La Estrella de Sevilla - Félix Lope de Vega y Carpio (1970).
- Un enemigo del pueblo - José Méndez Herrera y Henrik Ibsen (1971).
- El mal anda suelto - Jacques Audiberti (1971).
- El mago de Oz - Fernando Martín Iniesta (1971).
- Los lunáticos - José Méndez Herrera y Thomas Middleton (1972).
- A que nos quitan lo bailao - J. J. Alonso Millán (1973).
- Canta gallo acorralado - Sean O'Casey y Antonio Gala (1973).
- Arniches super-estar - Textos de Carlos Arniches (1973).
- Yerma - Federico García Lorca (1974).
- La resistible ascensión de Arturo Ui - Bertolt Brecht (1975).
- Divinas palabras - Ramón María del Valle-Inclán (1975).
- Divinas palabras - Ramón María del Valle-Inclán (1977).
- Oh! Calcutta! - Kenneth Tynan (1977).
- Pan y sexo - Juan José Alonso Millán (1977).
- Noche de guerra en el Museo del Prado - Rafael Alberti (1978).
- Historia de un caballo - León Tolstói y Enrique Llovet (1979).
- El proceso - Franz Kafka (1979).
- Historia de un caballo - León Tolstói (1979).
- Hijos de un dios menor - Mark Medoff (1981).
- Ácido sulfúrico - Alfonso Vallejo (1981).
- El mito de Edipo rey - Sófocles (1982).
- Ricardo III - William Shakespeare (1983).
- Mata-Hari - Adolfo Marsillach (1983).
- La Dorotea - Félix Lope de Vega y Carpio (1983).
- Orquídeas y panteras - Alfonso Vallejo   (1984).
- Cuentos de los bosques de Viena - Odon Von Horvath   (1984).
- Cinematógrafo nacional - Adolfo Marsillach (1984).
- La Clementina - Ramón de la Cruz (1985).
- Papa Borgia - Manuel Martínez Mediero (1985)
- Buenos - C. P. Taylor (1985).
- Anselmo B o la desmedida pasión por los alféizares - Francisco Melgares (1985).
- Los locos de Valencia - Lope de Vega.  (1986)
- El médico de su honra - Pedro Calderón de la Barca (1986).
- Antes que todo es mi dama - Pedro Calderón de la Barca (1987).
- Vador: Dalí de Gala - Josep Maria Muñoz Pujol (1989).
- La dama duende - Pedro Calderón de la Barca (1990).
- El caballero de Olmedo - Félix Lope de Vega y Carpio (1990).
- Melocotón en almíbar - Miguel Mihura (1992).
- L'hostal de la Glòria (catalán) - Josep Maria de Sagarra (1992).
- La alondra - Jean Anouilh (1994).
- Más ceniza - Juan Mayorga (1994).
- Caricias - Sergi Belbel (1994).
- Cristales rotos - Arthur Miller (1995)'.[2]
- Fedra - Lourdes Ortiz (1996).
- Asamblea de las mujeres - Aristófanes  (1997).
- Farsas y otros pervertimentos - Alfonso Zurro, Gila y otros (1997).
- Fuera de quicio - José Luis Alonso de Santos (1997).
- Eslavos - Tony Kushner (1997)[3].
- San Juan - Max Aub (1998).[4]
- Perros viejos - Alfonso Armada (1998).
- La gobernadora - Jacinto Benavente (1998).
- Jindama - Alfonso Vallejo (1998).
- Auditorio - Carmen Resino (1998).
- Descalzos por el parque - Neil Simon (1999).[5]
- Tenesy - Jorge Leyes (1999).
- Los enfermos - Antonio Álamo (1999)[6]
- Historia de un caballo - Yuri Riashentsev y León Tolstói (2001).[7]
- Divos - Ronald Harwood (2002).
- Patera. Réquiem - Alberto Miralles (2004).
- Vivir como cerdos - John Arden (2'00'2)[8].
- Nunca nada de nadie - Luisa Costa Gomes (2005).
- Inte-Rail - Abel Neves (2005).
- Grita: tengo SIDA - (2005).
- El arquitecto y el relojero – Jerónimo López Mozo (2006).
- 6-6-06 - Alfonso Vallejo (2006).
- El ignorante y el demente - Thomas Bernhard (2009)[9]
- De ratones y hombres - John Steinbek (2012).

### Cine
| Año  | Película                                           | Personaje        | Director               |
| ---- | -------------------------------------------------- | ---------------- | ---------------------- |
| 1965 | Nobleza baturra                                    |                  | Juan de Orduña         |
| 1970 | Las secretas intenciones                           |                  | Antonio Eceiza         |
| 1970 | El jardín de las delicias                          | Ejecutivo        | Carlos Saura           |
| 1976 | ¿Quién puede matar a un niño?                      |                  | Chicho Ibáñez Serrador |
| 1976 | La petición                                        | Mozo             | Pilar Miró             |
| 1978 | ¿Qué hace una chica como tú en un sitio como este? |                  | Fernando Colomo        |
| 1980 | El crimen de Cuenca                                | Labarga          | Pilar Miró             |
| 1982 | Crónica del alba. Valentina                        | Garcés           | Antonio Betancor       |
| 1985 | Luces de bohemia                                   | Rey de Portugal  | Miguel Ángel Díez      |
| 1989 | Las cosas del querer                               |                  | Jaime Chávarri         |
| 1996 | Libertarias                                        | Oficial nacional | Vicente Aranda         |
| 1998 | Una pareja perfecta                                | Toni             | Francesc Betriu        |
| 2002 | La caja 507                                        | Hombrecillo      | Enrique Urbizu         |

#### Televisión
En televisión intervino en espacios como Novela (1974), Estudio 1 (1975) y en series como Teresa de Jesús (1984), Compuesta y sin novio (1994), Éste es mi barrio (1996-1997) y El comisario (2000-2002). En 2002, 2004 y entre 2005 y 2019 participa en la serie de Televisión Española Cuéntame cómo pasó como el Padre Froilán. 
En doblaje es más conocido por dar voz al personaje infantil Winnie the Pooh y al Alcalde Adam West de la serie estadounidense Padre de familia.